# Mattön
Mattön är en bebyggelse i Sandvikens kommun. Bebyggelsen ingick före 1995 i tätorten Gysinge som av av SCB delades i två då denna inledningsvis fick namnet Gysinge (södra delen). Vid 2023 avregistrerades området som småort.